# VII Liceum Ogólnokształcące im. Jędrzeja Śniadeckiego w Olsztynie
VII Liceum Ogólnokształcące im. Jędrzeja Śniadeckiego w Olsztynie – publiczna szkoła średnia w Olsztynie, mieszcząca się w budynku Zespołu Szkół Chemicznych i Ogólnokształcących im. Jędrzeja Śniadeckiego; utworzona 3 września 1990 roku jako VII Liceum Ogólnokształcące.

## Znani absolwenci
- Łukasz Kadziewicz